# تاء التأنيث
تاء التأنيث يقبلها للفعل الماضي وتوحي بأنّ الفاعل مؤنث. وتُعتَبَر في الإعراب: «لا محل لها من الإعراب».
«تاء التأنيث ساكنة، إلّا عند التقاء الساكنين فإنها تُحرّك بالكسر»، فيكون عليها:
- إمّا سكون وذلك إن تلاها حرف متحرك - نحو «كَتَبَتْ مَقَالًا رائعًا» حيث الميم متحرّك.
- وإمّا كسرة وذلك إن تلاها حرف ساكن (تحريك السكون) = نحو «حَضَرَتِ ٱلْإجتِماع» حيث نتجاهل همزة الوصل فيكون الحرف التالي اللام وهو ساكن.